# Grays Prairie
Grays Prairie é uma vila localizada no estado norte-americano de Texas, no Condado de Kaufman.

## Demografia
Segundo o censo norte-americano de 2000, a sua população era de 296 habitantes.
Em 2006, foi estimada uma população de 340, um aumento de 44 (14.9%).

## Geografia
De acordo com o United States Census Bureau tem uma área de
3,3 km², dos quais 3,3 km² cobertos por terra e 0,0 km² cobertos por água. Grays Prairie localiza-se a aproximadamente 119 m acima do nível do mar.

## Localidades na vizinhança
O diagrama seguinte representa as localidades num raio de 16 km ao redor de Grays Prairie.